# Ханц Валцхофер
Ханц Валцхофер (23. март 1906. — 1. март 1970.) био је аустријски фудбалски нападач који је играо за Аустрију на Светском првенству у фудбалу 1934.